# Grammow
Grammow es un municipio situado en el distrito de Rostock, en el estado federado de Mecklemburgo-Pomerania Occidental (Alemania), a una altitud de 24 metros. Su población a finales de 2016 era de 150 habs. y su densidad poblacional, 9 hab/km².
Se encuentra ubicado junto a la frontera con el distrito de Pomerania Occidental-Rügen.